# Probertita
La probertita és un mineral de la classe dels borats. Rep el seu nom de Frank H. Probert, degà de l'Escola de Mines de la Universitat de Califòrnia.

## Característiques
La probertita és un borat de fórmula química NaCaB₅O₇(OH)₄·3H₂O. Cristal·litza en el sistema monoclínic. La seva duresa a l'escala de Mohs és 3,5.
Segons la classificació de Nickel-Strunz, la probertita pertany a «06.EB - Inopentaborats» juntament amb els següents minerals: larderel·lita, ezcurrita, tertschita i priceïta.

## Formació i jaciments
Va ser descoberta l'any 1929 a la mina Baker, al dipòsit de borat de Kramer, a Boron, al Comtat de Kern, Califòrnia (Estats Units). També ha estat descrita a altres localitats dels estats de Califòrnia i Oklahoma, als Estats Units, així com a l'Argentina, al Canadà, a Xile, a Alemanya i a Turquia.